# Ceratoxancus lorenzi
Ceratoxancus lorenzi is een slakkensoort uit de familie van de Ptychatractidae. De wetenschappelijke naam van de soort is voor het eerst geldig gepubliceerd in 2012 door Poppe, Tagaro & Sarino.